# (6769) Brokoff
(6769) Brokoff est un astéroïde de la ceinture principale.

## Description
(6769) Brokoff est un astéroïde de la ceinture principale. Il fut découvert le 15 février 1985 à l'Observatoire Kleť par Antonín Mrkos. Il présente une orbite caractérisée par un demi-grand axe de 2,42 UA, une excentricité de 0,12 et une inclinaison de 3,9° par rapport à l'écliptique.

## Compléments